# Fuerzas de paz de las Naciones Unidas

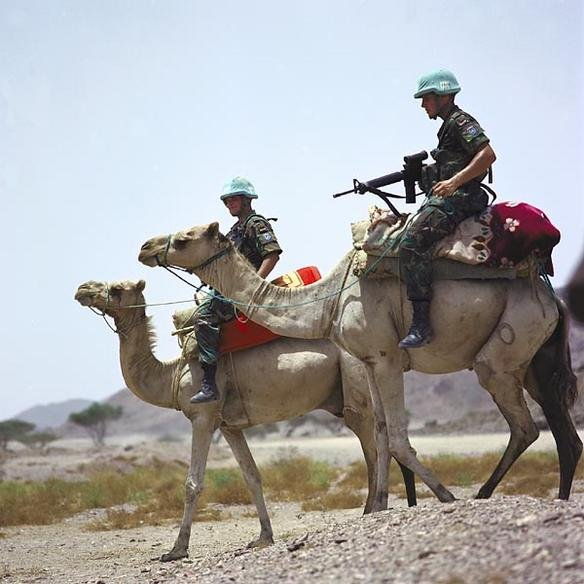
Cascos azules en Eritrea.

Las Fuerzas de paz de las Naciones Unidas, popularmente conocidas como los cascos azules o cascos celestes debido al color de sus cascos o boinas, son cuerpos militares encargados de crear y mantener la paz en áreas de conflictos, monitorizar y observar los procesos pacíficos y brindar asistencia a excombatientes en la implementación de tratados con fines pacíficos. Actúan por mandato directo del Consejo de Seguridad de la ONU y forman parte de las fuerzas armadas y policiales de los países miembros de las Naciones Unidas, integrando una fuerza multinacional de 90 905 uniformados, 111 512 en total.

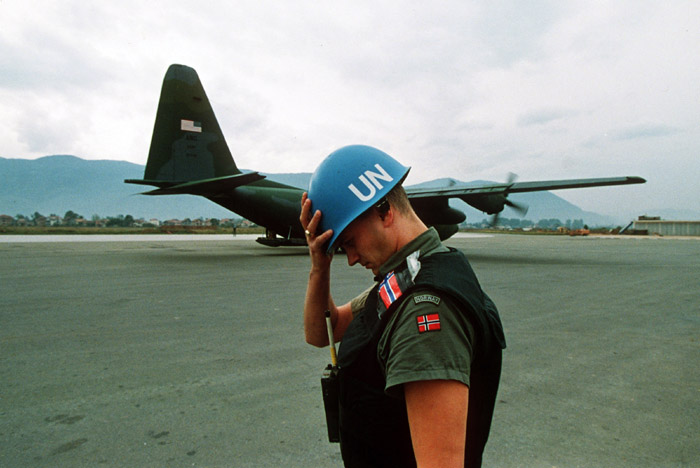
Casco azul noruego en Sarajevo.

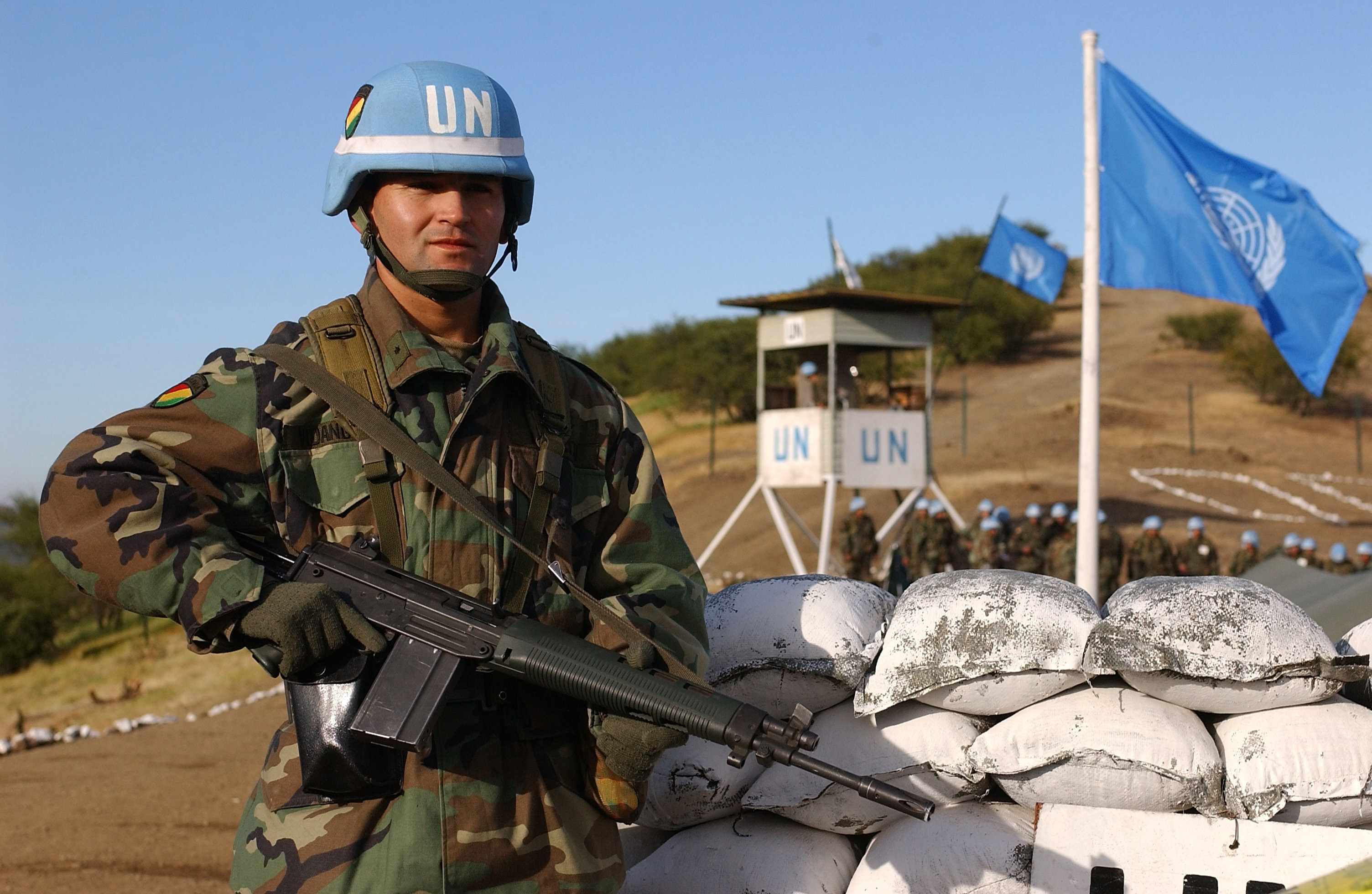
Casco azul de Bolivia en 2002, portando un SIG SG 542.

## Origen de los cascos azules
El artículo 1 de la Carta de las Naciones Unidas consagra como “Propósitos de las Naciones Unidas”:
1. Mantener la paz y la seguridad internacionales.
2. Fomentar entre las naciones relaciones de amistad.
3. Realizar la cooperación internacional en la solución de problemas internacionales de carácter económico, social, cultural o humanitario, y de protección a los derechos humanos.
4. Servir de centro que armonice los esfuerzos de las naciones por alcanzar estos propósitos comunes.

"El mantenimiento de la paz es una cuestión política y su éxito final depende de procesos políticos activos y sostenibles o de la perspectiva real de un proceso de paz." La primera operación de mantenimiento de la paz fue la UNSCOB (Comisión de las Naciones Unidas en los Balcanes), dispuesta por la Asamblea General de las Naciones Unidas en la resolución n.º 109(II) del 21 de octubre de 1947. Se llevó a cabo en Grecia entre octubre de 1947 y febrero de 1952. La fuerza multinacional estableció su cuartel general en Salónica (Grecia) y fue integrada con miembros de Australia, Brasil, China, los Estados Unidos, Francia, el Reino Unido, México, los Países Bajos, Colombia y Pakistán.
En 1948, el Consejo de Seguridad de las Naciones Unidas abogó por la creación de una fuerza multinacional que pusiese fin y supervisara el cese de las hostilidades entre Egipto e Israel. Esta misión no fue militar, sino que estaban presentes como observadores.
Una misión, que no corresponde con sus presuntos objetivos, fue su participación en el conflicto entre Corea del Norte y Corea del Sur en 1950, en el cual intervinieron por mandato del Consejo de Seguridad —el cual sesionó en ausencia de la Unión Soviética— tomando parte en forma directa en este conflicto armado.
En 1956 se dispuso una operación de paz durante la crisis del Canal de Suez por una resolución presentada a la Asamblea General de la ONU por el ministro de asuntos extranjeros canadiense Lester Bowles Pearson. Posteriormente han actuado en otros conflictos en Oriente Medio, Líbano, Chipre, Mozambique, Somalia, Bosnia, etcétera.
El origen de los “llamativos” colores, tanto de sus cascos como de sus vehículos (blanco), se aprobó puesto que se quería dejar claro que se trataba de un cuerpo de paz fácilmente identificable, que no necesitaba camuflarse o pasar inadvertido para cumplir sus objetivos. Esto, sin embargo, no implica que deban ser totalmente transparentes en sus planes operacionales.
El concepto de mantenimiento de la Paz de las Naciones Unidas nació en un momento en el que las rivalidades de la Guerra Fría paralizaban constantemente al Consejo de Seguridad. Las metas del mantenimiento de la paz estaban limitadas inicialmente a mantener el alto el fuego y estabilizar situaciones sobre el terreno, prestando un apoyo crucial a los esfuerzos políticos para resolver el conflicto por medios pacíficos.
Esas misiones estaban compuestas por observadores militares desarmados y tropas ligeramente armadas, que desempeñaban principalmente funciones de vigilancia, información y fomento de la confianza; actualmente el personal de mantenimiento de la paz realiza una gran variedad de tareas complejas, que comprende desde contribuir a establecer instituciones de Gobierno sostenibles hasta vigilar la situación de los derechos humanos, colaborar en la reforma del sector de la seguridad o ayudar en el proceso de desarme, desmovilización y reintegración de excombatientes.
Aunque el personal militar sigue siendo el elemento fundamental de la mayor parte las operaciones de mantenimiento de la paz, ahora también incumben a:
- Administradores
- Economistas
- Agentes de policía
- Expertos jurídicos
- Personal de remoción de minas
- Observadores electorales
- Supervisores de los derechos humanos
- Especialistas en asuntos civiles y de gobernanza
- Trabajadores de asistencia humanitaria
- Expertos en comunicaciones e información pública

Misiones en curso
Misiones finalizadas

## Objetivos
Los Cascos Azules o Fuerzas de mantenimiento de la Paz de la ONU tienen la misión de:
- Supervisar el cumplimiento del alto el fuego.
- Desarmar e inmovilizar a los combatientes.
- Proteger a la población civil (dando medicinas y alimento a la población más pobre)
- Realizar el mantenimiento de la ley, el orden y entrenar una fuerza local de policía.
- Limpieza de territorios con minas terrestres.
- Velar por el desarrollo de la paz y la seguridad en el mundo.
- Su misión principal es apoyar la solución de conflictos entre países y entre comunidades dentro de un mismo país.

Según información publicada por la ONU las Fuerzas de Paz de la Organización de Naciones Unidas tienen más de 60 años de existencia y son conocidas también como “cascos azules” por el color de estos, Los "Cascos azules" nacieron como una fuerza orientada única y exclusivamente para promover y mantener la paz en áreas de conflicto, monitorizar y observar los procesos de paz, así como asistir a las partes contendientes en la implementación de tratados con fines de paz.
Según los reportes de la ONU, en este momento las Fuerzas de Paz de la Organización de Naciones Unidas cuentan con más de 97 000 militares de más de 110 países, los elementos son aportados por los ejércitos de todo el mundo. A estos, se suman 15 000 colaboradores civiles y poseen 14 misiones de mantenimiento de paz en lugares del mundo donde existan conflictos, entre ellos está el Líbano, Haití y República Centroafricana.
Las Fuerzas de Paz de la Organización de Naciones Unidas, tienen como objetivo principal frenar la violencia, garantizar la seguridad vital en áreas de conflicto, mantener y promover la paz, observar los procesos de paz; así como también tiene la misión de proteger a la población civil, patrullar y vigilar el alto el fuego, retirar minas antipersonales y otros explosivos, desarmar a los combatientes y velar porque sean reintegrados a la sociedad. Adicionalmente las Fuerzas de Paz de la Organización de Naciones Unidas vigilan las fronteras en litigio, los procesos de paz después del postconflicto, capacitan y apoyan al personal militar donde es requerido, igualmente, trabajan con la comunidad local y militar del lugar de la misión. Las fuerzas de Paz actúan por mandato directo del Consejo de Seguridad de la ONU y están formados por miembros de las fuerzas armadas y policiales de los países integrantes de las Naciones Unidas, encuadrados en fuerzas multinacionales para llevar a cabo las conocidas operaciones de paz.
Las "Misiones de Paz" son una fuente importante de dinero extra para las familias de los soldados y muchos soldados van de una misión a otra y no pasan mucho tiempo con la familia.
Las "Misiones de Paz", no son efectivas para lograr un acuerdo de paz. Desde la guerra de Corea, hasta hoy, no hay noticias de ninguna guerra resuelta por la intervención militar de los cuerpos de paz de las Naciones Unidas.

## Participación latinoamericana en las Fuerzas de Paz
Latinoamérica aporta a las Fuerzas de Paz de las Naciones Unidas un 3% de soldados de todas las fuerzas de la paz que hay en el mundo. Uruguay, seguido por El Salvador, son los dos países que contribuyen con más soldados a las Fuerzas de Paz. Uruguay aporta un 45,5% de las fuerzas latinoamericanas que se encuentra dentro de las Fuerzas de Paz de la ONU (cascos azules). Argentina con Brasil, Colombia y México son los países que siguen en participación de soldados en la ONU.
En total para 2020, los soldados latinoamericanos que están dentro de las fuerzas son 2.473 de los 82.480 que hay aproximadamente y se encuentran presentes en 14 diferentes misiones alrededor de todo el mundo.

## Participación de las Mujeres en las Fuerzas de Paz
“La participación de la mujer de las Fuerzas Armadas en las misiones de paz se ha dado desde 1993, preferentemente en funciones del área de sanidad (58.8% en el periodo 2000-2008) y el resto, generalmente, en tareas operativas.”  La participación de mujeres ha demostrado ser de ayuda para la mejora de las situaciones de mujeres y niñas víctimas de las regiones afectadas. La resolución 1325 del Consejo de Seguridad solicita una participación igualitaria de las mujeres en los sectores de operaciones de paz incluyendo el militar. Las mujeres soldado cuentan con algunas capacidades específicas como el chequeo de mujeres civiles y el registro de casas en áreas donde culturalmente no es apropiado que hombres ingresen.
La Red de Mujeres de Mantenimiento de la Paz fue creada en 2015 con el propósito de potenciar el perfil de las mujeres militares creando un espacio para apoyo mutuo y orientar, capacitar y amparo para el personal militar femenino de las Naciones Unidas.

## Operaciones de gran importancia
Algunas de las operaciones más importantes para las fuerzas de la paz (cascos azules) son: 
Las operaciones de Medio Oriente en mayo de 1948 cuando se desplegaron las fuerzas de la paz por primera vez. El conflicto sucedió entre Israel y Palestina (países que hasta el día de hoy siguen teniendo inconvenientes por la aceptación de cada uno tanto de manera territorial como religiosa). 
En enero de 1949, la operación en un conflicto en India y Pakistán, donde se constató la importancia de la intervención de las Naciones Unidas con sus fuerzas de paz en el conflicto. 
Estas son algunas de las operaciones que marcaron que las funciones de las fuerzas de la paz tenían un gran rendimiento en países con problemas sociales de todo tipo. Aparte de estas operaciones podemos nombrar otras como en Sierra Leona, en Centroamérica o Haití, en las que se busca prevenir o terminar conflictos armados, o prestar ayuda humanitaria.

### Operaciones de mantenimiento de la paz
Los actuales objetivos de las operaciones de mantenimiento de la paz facilitan procesos políticos, protección de civiles, ayudan en el desarme, desmovilización o reintegración de excombatientes, la organización de procesos electorales, protección y promoción a los derechos humanos y restaurar el estado de derecho. Las Naciones Unidas trabajan en el mantenimiento de la paz en varias regiones alrededor del mundo: 
En África cuentan con siete operaciones que incluyen la República Centroafricana, Malí, La República Democrática del Congo, el Sahara Occidental y Sudán del Sur. En Asia únicamente se encuentran dos operaciones las cuales son en India y Pakistán. Por su parte Europa cuenta con operaciones en Chipre y Kosovo. Por último en el caso del Medio Oriente existen tres operaciones en Altos de Golán y Líbano.

### Financiamiento de las operaciones de mantenimiento de la paz
Todos los países miembros de las Naciones Unidas tienen la responsabilidad del financiamiento de las operaciones de mantenimiento de la paz. Las Naciones Unidas han tenido inconvenientes e impedimentos para el pago de las cuotas a causa del incumplimiento en los pagos de algunos Estados miembros. En los años 1990, la ONU al encontrarse en una crisis por un adeudo de 1800 millones de dólares, lo cual dificulta el apoyo a las operaciones de paz por falta de presupuesto. Las Naciones Unidas recurrieron al establecimiento de medidas para el financiamiento de las operaciones:
- El Consejo de Seguridad al autorizar una operación de mantenimiento de la paz, al mismo tiempo aprueba su financiamiento, el cual será obligatorio para los Estados miembros.
- La Asamblea General decide cómo será el repartimiento de los costos de una operación entre los Países Miembros, el cual se dirigirá por la riqueza económica de cada país.
- Los miembros permanentes del Consejo de Seguridad deberán pagar cuotas superiores.
- Se permiten contribuciones voluntarias de países desarrollados no miembros, como Suiza.
- Se reembolsará a los países que aportan tropas con una tasa mensual fija por soldado y por equipo militar.
- Los gobiernos que aportan elementos a las operaciones de paz los asignan por un periodo de 6 meses, durante los cuales su sueldo seguirá siendo pagado por sus respectivos gobiernos.

## Controversias
A pesar de que los objetivos de los Cascos Azules son la solución de conflictos y el mantenimiento de la paz, en varias ocasiones han sido objeto de críticas por parte de actuaciones contrarias a los derechos humanos. Uno de estos casos tuvo lugar en Ruanda en 1994, cuando los Cascos Azules fueron acusados de abandonar a los tutsis a manos del exterminio hutu.
Otro ejemplo más reciente fue lo ocurrido en Haití en 2007, cuando un centenar de los integrantes de las tropas fueron acusados de abuso y explotación sexual contra la población. Estas tropas fueron sustituidas por Cascos Azules formados exclusivamente por mujeres, 600 en total.
En junio de 2015, la revista estadounidense Foreign Policy reveló una investigación interna de Naciones Unidas sobre un posible ocultamiento de denuncias por abusos sexuales a menores de edad perpetrados por Cascos Azules de la ONU y fuerzas de paz de Guinea, Chad y Guinea Ecuatorial en misiones en África. En total hay 13 abusos sexuales a niños documentados por parte de 16 soldados en un campo de refugiados en República Centroafricana, denunciado por Anders Kompass, quien presentó la denuncia ante autoridades de Francia. Los testimonios de las víctimas habían sido filtrados en el diario británico The Guardian.
Un tribunal integrado por tres jueces independientes convocados por Ban Ki-moon, llegó en diciembre de 2015 a la conclusión que los funcionarios de la ONU, encabezados por Susana Malcorra, Jefa de Gabinete  de la ONU, habían intentado silenciar y ocultar los abusos.

### Informe Brahimi
En marzo de 2000, el secretario general designó el Grupo sobre las Operaciones de Paz de las Naciones Unidas con el fin de evaluar las deficiencias del sistema existente y aportar recomendaciones de cambio concretas y realistas. El Grupo estaba compuesto por personas con experiencia en la prevención de conflictos, el mantenimiento de la paz y la consolidación de la paz. En el documento resultante de esta iniciativa, conocido como «Informe Brahimi», en honor a Lakhdar Brahimi, presidente del Grupo, se abogaba por: un compromiso político renovado por parte de los Estados miembros; un cambio institucional significativo; un mayor apoyo financiero.
El Grupo señaló que, con el fin de ganar eficacia, se debía dotar a las fuerzas de paz de las Naciones Unidas con los recursos y equipos adecuados y que debían operar bajo mandatos claros, convincentes y viables.
Reforma de la política y la estrategia de mantenimiento de la paz
A raíz del informe Brahimi, los Estados miembros y la Secretaría de las Naciones Unidas continuaron realizando importantes esfuerzos de reforma, particularmente por medio de:
- Capstone Doctrine (la Doctrina Capstone) (2008), en la que se describen los principios y las directrices más importantes para las fuerzas de paz de las Naciones Unidas sobre el terreno.
- Operaciones de paz 2010 (2006), que contiene la estrategia de reforma del Departamento de Operaciones de Mantenimiento de la Paz (DOMP).
- Cumbre Mundial de 2005 (A/RES/60/1), en la que se aprobó la creación de la Comisión de Consolidación de la Paz.
- Grupo de alto nivel sobre las amenazas, los desafíos y el cambio (A/59/565) , en el que se traza un amplio marco para la seguridad colectiva en el nuevo siglo.[20]

### Nuevo Horizonte
El proceso denominado Nuevo Horizonte se inició en 2009 con el fin de:
- Evaluar los principales problemas en materia de política y estrategia a los que se enfrenta actualmente y se enfrentará al mantenimiento de la paz de las Naciones Unidas.
- Reforzar el diálogo actual con las partes interesadas sobre las posibles soluciones planteadas para un mejor ajuste de las operaciones de mantenimiento de la paz de manera que satisfagan las necesidades actuales y las futuras.

Un nuevo programa de colaboración: definición de un nuevo horizonte para la labor de mantenimiento de la paz de las Naciones Unidas es un documento interno preparado como parte del proceso «Nuevo Horizonte», que consiste en elaborar un programa de las operaciones de mantenimiento de la paz con vistas al futuro. En él se tienen en cuenta los puntos de vista del Departamento de Operaciones de Mantenimiento de la Paz (DOMP) y del Departamento de Apoyo a las Actividades sobre el Terreno (DAAT).
El documento, que se distribuyó entre los Estados miembros y las partes interesadas del mantenimiento de la paz en julio de 2009, sirvió de apoyo al refuerzo del diálogo con el fin de forjar un programa de política sobre el mantenimiento de la paz que reflejara los puntos de vista de todos los actores que participan en la alianza mundial en favor de la paz. Los intentos pasados de reforma de las actividades de mantenimiento de la paz han sentado las bases de este documento, que pone de relieve los logros alcanzados en la mejora del mecanismo de mantenimiento de la paz e identifica los problemas, tanto pasados como actuales, que exigen la atención de esta alianza mundial.
El secretario general abordó algunos elementos clave del documento en su informe al Comité Especial de Operaciones de Mantenimiento de la Paz (A/64/573). Dichos elementos reflejan las deliberaciones oficiales y oficiosas entre los miembros de la alianza para el mantenimiento de la paz y contribuyen a forjar una visión común sobre los requisitos necesarios para reforzar las operaciones de mantenimiento de la paz, de tal manera que cumplan de una manera más eficaz su función de apoyo a la paz y la seguridad internacionales.
La iniciativa Nuevo Horizonte: informes sobre los progresos
Desde la publicación del documento titulado New Horizon (Nuevo Horizonte), el Departamento de Operaciones de Mantenimiento de la Paz y el Departamento de Apoyo a las Actividades sobre el Terreno han publicado informes periódicos que presentan un resumen de los principales resultados del diálogo sobre el mantenimiento de la paz y los intentos de una puesta en práctica en el contexto del proceso Nuevo Horizonte.
El informe más reciente, La iniciativa Nuevo Horizonte: informe de situación núm. 2 se publicó en diciembre de 2011. El informe esboza los progresos en la aplicación de las prioridades de reforma desde la publicación del primer informe, La iniciativa Nuevo Horizonte: informe de situación núm. 1 en octubre de 2010 y destaca los esfuerzos realizados para mejorar la eficacia del mantenimiento de la paz de las Naciones Unidas.

## Premios concedidos
En 1988, cuando Javier Pérez de Cuéllar era secretario general de las Naciones Unidas, los Cascos Azules se hicieron acreedores al Premio Nobel de la Paz gracias a su labor pacífica "por la participación en numerosos conflictos desde 1956".
En 1993, los Cascos Azules de la ONU destacados en la antigua Yugoslavia recibieron el Premio Príncipe de Asturias de Cooperación Internacional.